# Eusèbe (praepositus sacri cubiculi)
Pour les articles homonymes, voir Eusèbe.
Eusèbe (ou Eusebios), mort en 362, est un eunuque et un haut dignitaire de l'Empire romain. Il occupe le rang de grand chambellan (praepositus sacri cubiculi) durant les règnes des empereurs Constantin Ier et Constance II.
Premier titulaire connu de la charge de grand chambellan, Eusèbe bénéficie d'une influence considérable à la cour de Constance, au point de s'imposer comme l'un des personnages les plus puissants de l'Empire durant son règne. De confession arienne, il s'emploie à convertir d'autres hauts dignitaires et se mêle aux puissants réseaux qui s'organisent autour de l'empereur, en marge des réseaux de pouvoir traditionnels de l'aristocratie romaine.
L'historiographie a retenu d'Eusèbe les nombreuses intrigues de cour auxquelles il fut mêlé durant sa vie, en particulier contre le général Ursicin et contre le César Gallus. Le frère de ce dernier, l'empereur Julien, qui succède à Constance en 361, le tiendra personnellement pour responsable de sa disgrâce et de son exécution. Eusèbe sera jugé et condamné à mort par un tribunal réuni à Chalcédoine en 362.

## Biographie

### Origine
Les auteurs antiques qui ont écrit sur Eusèbe ne nous disent rien de sa vie avant la mort de Constantin Ier en 337. Ammien Marcellin, qui lui voue une très grande hostilité, relève qu'il venait « de la condition la plus basse ». L'eunuchat était en effet synonyme d'esclavage dans le monde romain et pouvait indiquer une origine étrangère ; la castration étant théoriquement interdite dans l'Empire romain,. L'historien Procope de Césarée, écrivant au VIe siècle après la chute de l'Empire romain d'Occident, rapporte quant à lui que les eunuques servant à la cour de Constantinople étaient achetés comme esclaves auprès de chefs tribaux des régions bordant la mer Noire. 

### Caractère et personnalité

#### Selon Ammien Marcellin
Le témoignage le plus développé sur Eusèbe nous vient d'Ammien Marcellin, son contemporain. L'historien décrit la personnalité et le caractère du grand chambellan en termes très défavorables, le présentant comme « une couleuvre gonflée de venin », suivant une métaphore animalière à laquelle il recourt fréquemment dans son œuvre,,. À de multiples reprises, Ammien s'indigne de son arrogance « jusqu'à la forfanterie », de sa cruauté, de sa violence et de son avidité « au mépris de toute justice et de toute honnêteté »,,. 
Les jugements critiques à l'égard d'Eusèbe portés par Ammien doivent être cependant nuancés en raison de leur partialité. L'historien, qui commença sa carrière en servant dans le corps des protecteurs domestiques, reproche en effet à Eusèbe d'avoir conspiré et obtenu la perte du général Ursicin, son ancien commandant, dont il affirme qu'il était « un homme de bien ». Ammien semble également inspiré par un préjugé de l'aristocratie sénatoriale romaine à l'égard des eunuques, dont il détestait la présence à la cour de manière générale. Eusèbe est également sous sa plume l'incarnation des aspects les plus sombres du règne de Constance II, marqué par une atmosphère d'intrigues de cour et de complots continuels, qui lui permet de mettre en valeur d'autres figures plus estimables selon lui. En filigrane, le portrait d'Eusèbe dressé par Ammien révèle cependant un personnage d'une dimension politique exceptionnelle, ayant réussi à se maintenir dans les faveurs de l'empereur Constance II tout au long de son règne.

#### Dans l'historiographie moderne
L'historiographie moderne, largement inspirée par Ammien, a retenu d'Eusèbe ce portrait peu flatteur. Paul Allard parle de son orgueil et de ses intrigues l'ayant « rendu [...] insupportable, même aux amis de Constance ». Lucien Jerphagnon le compare au chef de la Gestapo Reinhard Heydrich, en raison notamment de sa cruauté, de sa passion pour les complots et de son réseau tentaculaire d'informateurs et d'hommes de main.

### Carrière

#### Grand chambellan de ConstantinIer(337)
Les premières mentions chronologiques d'Eusèbe apparaissent sous les plumes de Sozomène et de Socrate le Scolastique. Tous deux affirment qu'Eusèbe occupait les fonctions de préposite de la chambre sacré (« premier Eunuque » ou « intendant de la maison de l'Empereur ») en 337, année de la mort de Constantin Ier. Sozomène indique que ses fonctions étaient antérieures à la mort de Constantin. Les deux historiens rapportent qu'Eusèbe s'est converti à l'arianisme sous l'influence d'un prêtre envoyé à la cour par Eusèbe de Nicomédie et Théognios, évêque de Nicée, qui obtient de l'empereur le rappel d'Arius. Sozomène et Socrate affirment qu'Eusèbe et ses cubiculaires le prennent sous leur protection et usent de leur influence pour convertir l'impératrice ainsi qu'un grand nombre de personnes à la cour, provoquant une grande agitation dans l'empire,.
Le décès de Constantin aboutit au partage de l'empire entre ses trois fils et ravive du même coup la querelle religieuse entre nicéens et ariens, qui se cristallise en particulier autour de l'exil d'Athanase d'Alexandrie. Eusèbe se met au service de Constance II, qui est lui-même de confession arienne.
Une autre version du rôle joué par Eusèbe après la mort de Constantin est rapportée par le patriarche Photios de Constantinople, né six siècles après la vie d'Eusèbe. Selon le récit qu'il donne au codice 256 de sa Bibliothèque, un prêtre arien ayant reçu de Constantin son testament aurait confié celui-ci à Eusèbe. L'eunuque aurait alors dissimulé les dernières volontés de l'empereur défunt, qui faisaient de Constantin II, lui-même pro-nicéen, son seul héritier. Eusèbe aurait ainsi cherché à favoriser Constance II et obtenu en échange de ses services que ce dernier se convertisse à l'arianisme.

#### Ascension sous Constance II (337-361)

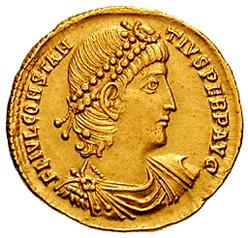
Solidus de Constance II, frappé à Antioche. Eusèbe connaît une ascension très importante durant le règne de cet empereur, auprès duquel il jouit d'une influence considérable.

##### Un personnage influent
Eusèbe bénéficie d'une très forte influence à la cour de Constance II, dont il suit les déplacements en Gaule puis à Mediolanum (actuelle Milan) où elle s'établit en 353. Il figure parmi les conseillers les plus écoutés de l'empereur, au point qu'Ammien affirme à son sujet « [qu'on] aurait pu dire sans exagération que c’était son maître qui avait du crédit près de lui » et qu'il « était arrivé presque au point de faire obéir son maître »,.
Eusèbe se montre habile à tirer parti de l'atmosphère de soupçon qui traverse tout le règne de Constance. L'empereur se montre en effet particulièrement craintif à l'égard des conspirations, et d'autant plus accessibles aux calomnies de ses courtisans qui cherchent par ce moyen à éliminer leurs rivaux à la cour. Eusèbe, comme d'autres hauts dignitaires, participent à entretenir les inquiétudes de l'empereur et parviennent à s'enrichir fabuleusement par ce biais en s'accaparant les biens des conspirateurs exécutés.
Constance lui confie à plusieurs reprises des missions de confiance, comme la conduite du procès de Gallus ou la distribution d'une forte somme d'argent à l'armée à Châlons en Gaule en 354, afin de calmer un début de mutinerie.

##### Un homme de réseaux
Eusèbe s'inscrit dans plusieurs réseaux de pouvoir, actifs à la cour impériale. Il professe tout d'abord la même religion que l'empereur, le christianisme homéen, une version modérée de l'arianisme, qui lie entre eux plusieurs hauts dignitaires de la cour, organisés autour de Taurus (consul en 361) et d'Auxence. Eusèbe est aussi étroitement lié aux évêques palatins et à l'évêque Eudoxe de Germanicie, qui cherchent à imposer l'union des Églises dans une confession arianisante,.
L'historien Charles Pietri rattache également Eusèbe au réseau discret et efficace de l'administration palatine, dont font partie les agentes in rebus (chargés de missions de renseignement pour l'empereur) les notaires et tous les serviteurs du palais œuvrant dans l'ombre. Eusèbe compte à son service plusieurs cubiculaires, des eunuques qui l'assistent dans sa charge, et qui participent à étendre son influence, notamment en répandant des rumeurs contre ses ennemis. Il est également l'un des correspondants du rhéteur Libanius.
Son influence est telle que de nombreux courtisans de premier plan comme Arbitio et le maître des offices Florence cherchent à obtenir ses faveurs en partageant ses inimitiés, notamment à l'égard du général Ursicin, l'un des seuls selon Ammien à avoir refusé d'intégrer sa clientèle,. Cette hostilité à l'égard d'Ursicin, tout comme les critiques d'Ammien à son égard, semblent indiquer qu'Eusèbe se trouvait opposé aux réseaux traditionnels d'influence de la classe sénatoriale romaine, marginalisée durant le règne de Constance.

#### Mission auprès du pape Libère (354-356)
Constance envoie Eusèbe auprès de l'évêque de Rome Libère en 356 pour l'inciter à se rallier à la condamnation d'Athanase d'Alexandrie. Cette mission s'inscrit dans un contexte de tensions renouvelées entre les évêques nicéens et évêques ariens soutenus par l'empereur.
Eusèbe s'efforce de séduire Libère en lui offrant des présents. Après le refus du pape de les recevoir, l'eunuque abandonne ses présents sur la tombe de saint Pierre dans la basilique de Constantin. Libère fait jeter les bourses d'or laissées par l'eunuque,.
À la suite de cette fin de non-recevoir opposée par Libère, Constance le fait enlever par Léontios, de nuit afin d'éviter l'émeute car le pape était très populaire parmi les habitants de Rome. Théodoret rapporte le souvenir (peut-être emprunté à un panégyrique de Libère), d'une ultime audience réunissant l'empereur, le pape et Eusèbe au cours de laquelle ce dernier accuse Libère de résister au prince pour complaire aux sénateurs romains.

#### Exécution de Gallus (354)

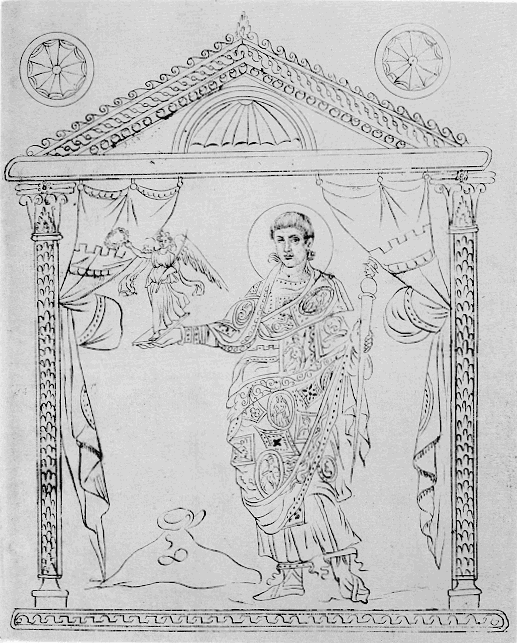
Constantius Gallus dans une copie ultérieure de la Chronographe de 354. Eusèbe fut désigné par Constance pour instruire son procès. Il sera tenu responsable de l'exécution de Gallus par son frère l'empereur Julien.

En 354, il participe aux intrigues menant à l'exécution de Gallus, César en Orient, dont Constance se méfiait de plus en plus. Ammien apparaît cependant relativiser le rôle joué par Eusèbe dans cette affaire, en faisant de lui un simple exécutant des directives impériales. L'empereur Julien, frère de Gallus, le tient cependant pour l'un des principaux responsables de sa chute, ce qui sera la cause de sa condamnation à mort à Chalcédoine en 362.
Convoqué par l'empereur Constance, Gallus se rend d'Antioche à Mediolanum. Il est arrêté en chemin à Pétovio, au sud de Vienne, dépouillé de ses ornements impériaux, et transféré à Pula en Istrie, où le César Crispus avait été exécuté en 326 à la suite de l'affaire Fausta. Eusèbe est alors désigné avec deux autres enquêteurs, le secrétaire particulier de l'empereur Pentadios et le commandant de la garde Mallobaudes, pour instruire le procès de Gallus. Ammien semble ne pas accabler le rôle d'Eusèbe dans cette affaire, qui aurait joué simplement le rôle d'un émissaire de Constance ; l'empereur supervisant lui-même le déroulement de la procédure. Selon d'autres versions, Eusèbe aurait au contraire précipité l'exécution de Gallus, de crainte que l'empereur ne se ravise.
La mort de Gallus est suivie d'une succession de procès visant ses anciens collaborateurs. Eusèbe est chargé par l'empereur avec Arboreus d'entendre plusieurs accusés à Aquilée. Les deux juges s'illustrent selon Ammien par leur injustice, leur arrogance et leur violence. Sans entendre les accusés, ceux-ci les font torturer, exiler ou exécuter « sans distinction d’innocents et de coupables ».

#### Complot contre Ursicin (354)
Alors que se trame la chute de Gallus, Eusèbe et son allié à la cour, le maître de cavalerie Arbitio, homme de confiance de l'empereur, convainquent Constance d'appeler au même moment le général Ursicin, magister equitum per Orientem, à la cour à Mediolanum. Selon eux, l'exécution de Gallus laisserait à ce dernier le champ libre pour tenter d'usurper la pourpre.
Ammien donne plus loin dans ses Res gestae deux explications à l'inimitié d'Eusèbe à l'égard d'Ursicin : l'officier aurait refusé la protection du chambellan et aurait de surcroît refusé de céder une maison qu'il avait à Antioche ; maison dont Eusèbe « convoitait ardemment la possession ». Ursicin est convoqué à la cour sous prétexte de s'entretenir avec l'empereur de la menace perse. Dès lors, Arbitio semble jouer le premier rôle dans la conspiration contre le général, occultant celui joué par Eusèbe. Au terme d'un conseil secret, Constance décide de faire exécuter secrètement Ursicin, mais remet par la suite sa sentence et lui confie une mission de confiance dès l'été suivant en lui demandant de faire assassiner l'usurpateur Sylvain. 

#### Disgrâce d'Ursicin (359-360)
Après la mort du général Barbatio en 359, Constance promeut Ursicin comme magister peditum praesantalis, l'un des plus hauts grades dans l'armée romaine. Eusèbe s'emploie dès lors à obtenir sa perte en cherchant à convaincre l'empereur qu'Ursicin veut s'emparer du pouvoir suprême. Outre les raisons personnelles qui le motivent, Eusèbe veut également empêcher qu'un homme qui ne fait pas partie de sa clientèle de s'emparer de l'un des postes de pouvoir les plus élevés du gouvernement impérial. Les courtisans qui espèrent entrer dans les bonnes grâces du chambellan participent également à cette entreprise de diffamation, tout comme les cubiculaires placés sous l'autorité d'Eusèbe.
L'entreprise de discrédit engagée par Eusèbe contre Ursicin connait son dénouement en 360, dans le contexte de la deuxième campagne de Chapour II contre les Romains. En octobre de l'année précédente, la ville forteresse d'Amida, située dans le Nord de la Mésopotamie, a été emportée par les Perses sassanides au terme d'un siège ayant duré un peu plus de deux mois. Les ennemis d'Ursicin à la cour exploitent cet événement pour le perdre en lui imputant la responsabilité de cette défaite.
Constance II charge deux hauts dignitaires, le maître de cavalerie Arbitio et le maître des offices Florence, d'enquêter sur la réalité de ces rumeurs. Alors que, selon Ammien, la responsabilité de cette défaite incombe de manière manifeste à Sabinianus, Arbitio et Florence choisissent de reporter la faute sur Ursicin afin de ne pas déplaire à Eusèbe. Ursicin, hors de lui, critique publiquement l'influence des eunuques sur Constance. Ses ennemis ayant rapporté et amplifié ce propos, obtiennent de l'empereur la disgrâce du général.

### Disgrâce sous Julien (361-362)

#### Mort de Constance (361)
À la suite de la prise d'Amida, Constance s'installe à Édesse et décide de mobiliser ses troupes pour affronter les Perses. Il demande à son César Julien, chargé de la défense de la Gaule, de lui faire parvenir deux légions pour renforcer son armée - ce qui pourrait aussi avoir eu pour objectif de l'affaiblir. En réaction, Julien est proclamé empereur à Lutèce par ses troupes, qui refusent de partir en Orient. Malgré des tentatives de conciliation, Constance refuse de le reconnaître et s'apprête à l'affronter sur le champ de bataille. 
En chemin vers Constantinople, Constance est pris de fièvre et meurt à Tarse le 3 novembre 361. Eusèbe propose alors de faire élire un nouvel empereur - de crainte selon Ammien des comptes qu'il aurait à rendre. Les courtisans de l'empereur défunt se refusent cependant à tenter de lui désigner un successeur, en raison de la proximité de l'armée de Julien, déjà parvenue en Thrace. 

#### Condamnation à mort à Chalcédoine (362)
Julien est reconnu comme le seul empereur légitime pour succéder à Constance. Parmi ses premiers actes de souverain, il décide la convocation d'un tribunal à Chalcédoine en Bythinie pour juger les collaborateurs de son prédécesseur convaincus de corruption et d'avoir conspiré contre son frère Gallus. La présidence de ce tribunal incombe au nouveau préfet du prétoire Secundus Salutius, mais échoit dans les faits au maître de cavalerie Flavius Arbitio, l'ancien allié d'Eusèbe. Sa désignation suscite des critiques car celui-ci est fortement associé à l'ancien régime, et considéré par tous comme un ennemi de Julien. Les deux consuls de l'année 362, Claudius Mamertinus et Nevitta, ainsi que le magister peditum praesantalis Agilo sont nommés assesseurs.
Le tribunal mène une véritable épuration et condamne plusieurs hauts dignitaires de Constance, parfois injustement selon Ammien. Eusèbe figure parmi les accusés. Il est condamné à mort, sans que ses anciens alliés à la cour n'interviennent pour tenter de le sauver :

« La peine de mort fut également décernée contre l’insolent et cruel Eusèbe, grand chambellan de l’empereur Constance. Ce misérable, qui de la condition la plus basse était arrivé presque au point de faire obéir son maître, avait contracté une arrogance intolérable. Plus d’un avertissement lui était venu d’Adrastée, dont l’œil est toujours ouvert sur les fautes des hommes. Il n’en tint compte ; et, comme d’un roc élevé, il se vit précipité de sa grandeur. »

Son exécution s'accompagne du renvoi des eunuques du palais à l'exception d'Euthère.